# 永宁 (东汉)
永宁（元年：120年四月 - 末年：121年六月）是东汉安帝刘祜的第三个年号。汉朝使用这个年号时间共计15个月。
元初七年四月十一丙寅（120年5月25日），改元永宁。
永寧二年七月初一己卯（121年8月1日），改元建光。

## 纪年
| 永宁 | 元年  | 二年  |
| ---- | ----- | ----- |
| 公元 | 120年 | 121年 |
| 干支 | 庚申  | 辛酉  |

## 参看
- 中国年号列表
- 其他时期使用的永宁年号